# Boceprevir
Boceprevir es un medicamento antivírico que pertenece a la familia de los inhibidores de la proteasa. Se emplea para el tratamiento de hepatitis C crónica, serotipo 1.

## Indicaciones
Se encuentra indicada su utilización en pacientes diagnosticados de hepatitis C crónica, provocada por el virus de la hepatitis C, serotipo 1. No se emplea de forma aislada, sino formando parte de un tratamiento triple que incluye también peginterferón alfa y ribavirina.

## Justificación de su empleo
El tratamiento de la hepatitis C crónica con doble terapia, asociando peginterferón alfa y ribavirina durante 12 meses, logra eliminar el virus en el 50% de los pacientes infectados por el serotipo 1 del virus de la hepatitis C. Si se emplea la triple terapia asociando el boceprevir, puede elevarse el porcentaje de curación al 75%.

## Efectos secundarios
Debido a que el medicamento se emplea siempre asociado a otros en triple terapia, no se ha podido establecer los efectos secundarios del fármaco considerado individualmente. No obstante, se ha constatado que provoca aumento en la frecuencia de los siguientes efectos adversos: Anemia, disminucíon de leucocitos neutrófilos en sangre (neutropenia), alteración en la percepción de los sabores (disgeusia), vómitos y diarrea.

## Posología y vía de administración
Se administra por vía oral a una dosis de 800 mg 3 veces al día, siempre en combinación con los fármacos antes mencionados.